# Bing Crosby and The Columbus Boychoir Sing Family Christmas Favorites
Bing Crosby and The Columbus Boychoir Sing Family Christmas Favorites – kompilacyjny album muzyczny amerykańskiego piosenkarza Binga Crosby’ego oraz The Columbus Boychoir wydany w 1967 roku przez wytwórnię Decca Records. Zawiera dwanaście piosenek o tematyce bożonarodzeniowej, w tym osiem śpiewanych przez Crosby’ego.

## Lista utworów
| Nr | Wykonawca                           | Tytuł                                         |
| A1 | Bing Crosby                         | „The Christmas Song (Merry Christmas To You)” |
| A2 | Bing Crosby                         | „Away In A Manger”                            |
| A3 | The Columbus Boychoir               | „O Come, All Ye Faithful (Adeste Fideles)”    |
| A4 | Bing Crosby (z The Andrews Sisters) | „Twelve Days Of Christmas”                    |
| A5 | The Columbus Boychoir               | „Jingle Bells”                                |
| A6 | Bing Crosby                         | „Deck The Hall”                               |
| B1 | Bing Crosby                         | „Rudolph The Red-Nosed Reindeer”              |
| B2 | Bing Crosby                         | „I Saw Three Ships”                           |
| B3 | The Columbus Boychoir               | „Silent Night”                                |
| B4 | Bing Crosby                         | „Angels We Have Heard On High”                |
| B5 | Bing Crosby                         | „We Three Kings Of Orient Are”                |
| B6 | The Columbus Boychoir               | „We Wish You A Merry Christmas”               |